# Yu-Gi-Oh! (manga)
Yu-Gi-Oh! (遊☆戯☆王?, Yū☆gi☆ō), letteralmente «Re dei giochi», è un popolare manga giapponese ideato da Kazuki Takahashi da cui sono tratte diverse serie televisive anime, alcune delle quali trasmesse anche in Italia.
Il manga è diventato un marchio di gran successo generando così un franchise composto da diversi nuovi manga e serie anime, un gioco di carte collezionabili reale, corrispondente a quello rappresentato nelle storie (seppur alcuni elementi variano e alcune carte cambiano in nome e caratteristiche), videogiochi, giocattoli e altri prodotti.

## Trama
Yugi Mutō non ha amici ed è continuamente vessato da due bulli: Jonouchi e Honda e difeso dalla sua amica d'infanzia Anzu.  Un giorno Yugi riceve dal nonno un misterioso pendaglio a forma di piramide, il "Puzzle Millenario", del quale lui stesso ha sciolto il rompicapo: ricostruendolo, il ragazzo fa venire alla luce il suo alter-ego, che, a differenza di Yugi, è sicuro di sé, spigliato nell'accettare senza timore le diverse sfide che gli vengono proposte, abilissimo nei diversi giochi di ruolo.
Grazie a lui, Yugi forma il suo carattere diventando pian piano più forte, facendosi degli amici preziosi e al contempo una reputazione di duellante non indifferente. Sarà proprio la sua abilità nel gioco di carte "Magic and Wizards" a fargli vivere diverse avventure, e conoscere persone e avversari sempre nuovi, fin quando si accorgerà che tutto è legato a quel Puzzle che porta al collo, non a caso il più prezioso dei sette Oggetti del Millennio.

## Sviluppo
Nelle fasi iniziali di progettazione del manga, Takahashi aveva intenzione di creare una serie horror. Sebbene il risultato finale fosse un manga sui giochi, era chiaro che alcuni elementi horror influenzavano alcuni aspetti della storia. Takahashi ha deciso di usare la "battaglia" come tema principale. Dato che c'erano stati così tanti manga di "combattimenti", ha trovato difficile inventare qualcosa di originale. Ha perciò deciso di creare un manga di combattimenti in cui il protagonista non colpisce fisicamente nessuno, ma ha trovato difficile affrontare questa limitazione. Quando gli è venuta in mente la parola "gioco", ha trovato molto più facile lavorarci.
Quando un intervistatore ha chiesto a Takahashi se avesse cercato di introdurre i lettori più giovani alla cultura del gioco nella vita reale a cui si fa riferimento nella serie, Takahashi ha risposto dicendo che aveva incluso semplicemente "cosa che ha giocato e apprezzato" e che potrebbe aver introdotto i lettori ai giochi di ruolo e altri giochi. Takahashi ha aggiunto di aver creato alcuni dei giochi visti nella serie. L'autore ha sottolineato l'importanza della "comunicazione tra le persone", spesso presente nei giochi da ruolo da tavolo e non presente nei videogiochi in solitaria. Takahashi ha aggiunto di ritenere che una comunicazione di qualità non sia possibile su Internet.
Takahashi era sempre stato interessato ai giochi, affermando di essere stato ossessionato da bambino ed è ancora interessato a loro da adulto. In un gioco, considerava il giocatore un eroe. Ha perciò deciso di basare la serie di Yu-Gi-Oh! su tali giochi e ha usato tale idea come premessa; Yugi era un ragazzo debole e infantile, che diventava un eroe quando giocava. Poiché l'amicizia è uno dei temi principali di Yu-Gi-Oh!, ha basato i nomi dei due protagonisti "Yūgi" e "Jōnouchi" sulla parola yūjō (友情?), che significa "amicizia" in giapponese. Henshin, la capacità di trasformarsi in qualcosa o qualcun altro, è qualcosa che Takahashi credeva che tutti i bambini sognassero. Considerava il "henshin" di Yami Yugi, un giocatore esperto e invincibile, un grande richiamo per i bambini.
Takahashi ha affermato che il gioco di carte ha avuto l'influenza più forte nel manga, perché "è riuscito a suscitare la maggior parte della risposta" da parte dei lettori. Prima di quel momento, Takahashi non aveva pianificato che il gioco di carte compisse più di due apparizioni.
Takahashi ha affermato che il "messaggio positivo" per i lettori della serie è che ogni persona ha una "parte nascosta e forte" (come il "potenziale umano") dentro di sé, e quando si trova in difficoltà, la "parte nascosta" può emergere se si crede in se stessi e nei propri amici. Takahashi ha aggiunto che questo è "un tema abbastanza coerente".
In un'intervista del 2004, i redattori dell'edizione statunitense della rivista Shonen Jump, testata che pubblicava il manga in Nord America, hanno menzionato che gli statunitensi erano rimasti sorpresi quando avevano letto le storie contenute nei primi 7 volumi, poiché non erano apparse in televisione come parte dell'anime di Yu-Gi-Oh! del 2000. Takahashi ha commentato "La storia è piuttosto violenta, vero? [ride]".
Il 遊戯王 (Yugiō) del titolo, che è stilizzato 遊☆戯☆王, significa "Re dei giochi". La parola 遊戯 (yugi, gioco) è anche il nome del protagonista e il titolo 遊戯王 (Yugiō, re dei giochi) è il titolo che Yami Yugi detiene come invincibile maestro dei giochi.

## Pubblicazione
Il manga, scritto e disegnato da Kazuki Takahashi, è stato serializzato dal 30 settembre 1996 all'8 marzo 2004 sulla rivista Weekly Shōnen Jump edita da Shūeisha. I capitoli sono stati raccolti in 38 volumi tankōbon pubblicati dal 4 marzo 1997 al 4 giugno 2004. La stessa casa editrice ha poi ripubblicato il manga in 22 volumi in formato bunkoban dal 18 aprile 2007 al 18 marzo 2008.
A differenza della maggior parte delle altre trasposizioni, presenta una varietà di giochi diversi con cui i personaggi si sfidano. La trama inizia in modo abbastanza episodico, e perciò autoconclusivo, e i primi sette volumi presentano solamente tre occasioni in cui appare il gioco di carte Magic & Wizards. Nel sessantesimo capitolo, inizia l'arco narrativo del Regno dei Duellanti e le apparizioni di Magic & Wizards diventano abbastanza comuni. Dopo l'arco di DDD, riappare nuovamente e diventa parte di un importante punto della trama durante tutto l'arco di Battle City. L'ultimo arco narrativo del manga si concentra su un gioco di ruolo da tavolo che replica i ricordi perduti del Faraone, in cui il sistema di battaglia è basato un antico gioco delle ombre giocato nel suo regno (dichiarato nella serie come il precursore di Magic & Wizards e il precursore indiretto dei giochi di carte in generale). I curatori editoriali erano Yoshihisa Heishi e Hisao Shimada. Kazuki Takahashi attribuisce a Toshimasa Takahashi una sezione dedicata ai "Ringraziamenti speciali".
Il manga in Italia ha avuto una pubblicazione molto travagliata. Uscito per la prima volta il 1º luglio 2000 in volumetti di 96/112 pagine, ne venne fermata la pubblicazione mensile al dodicesimo volume, a causa delle scarse vendite, dovute anche al fatto che, non essendo ancora andata in onda la serie televisiva in Italia, l'opera era praticamente sconosciuta. Diversi mesi dopo, riprese la pubblicazione con il numero 13, in volumi di circa 200 pagine, e usciva trimestralmente. Nonostante la trasmissione dell'anime in Italia e il successo riscosso, il manga vendeva ancora poco. Infatti, nell'aprile 2005, con il volume 24 venne ufficialmente bloccata la prima edizione italiana del manga, per essere poi raggiunta dalla prima ristampa mensile (già in corso dal 2003), intitolata "Yu-gi-Oh! L'eroe della TV". La periodicità divenne bimestrale dal numero 24 dell'ottobre 2005 mentre il numero 25 della ristampa uscì nel dicembre del 2005, nello stesso formato. Già al numero 28, la pubblicazione divenne trimestrale, e infine, dopo il numero 30, quadrimestrale. Il manga si concluse per la prima volta in Italia nel luglio 2011, a 11 anni esatti dall'uscita del primo numero. La traduzione dei testi è stata curata da Luca Basenghi, con l'adattamento di Monica Rossi e il lettering realizzato da Giorgio Vaccaro.
Il 31 ottobre 2021 Panini Comics ha annunciato una ristampa del manga chiamata Yu-Gi-Oh! Complete Edition, ovvero un'edizione in 13 volumi dove ogni numero presenta tre tankōbon dell'edizione giapponese eccetto l'ultimo, che ne contiene due. È stata pubblicata dal 30 giugno 2022 al 29 agosto 2024.

## Media

### Yu-Gi-Oh! R
Yu-Gi-Oh! R (遊☆戯☆王R?) è uno spin-off della serie originale Yu-Gi-Oh!. Disegnato da Akira Itō, uno degli artisti che hanno disegnato il manga originale di Yu-Gi-Oh!, coinvolge la maggior parte dei personaggi della serie principale in una nuova trama, che si colloca subito dopo la fine della saga di Battle City e prima de Le memorie del faraone. In questa storia, Yugi e i suoi amici devono fermare un uomo di nome Yako Tenma che intende usare il corpo di Anzu Mazaki per rivivere il defunto Pegasus. La serie è stata serializzata dal 21 aprile 2004 al 21 dicembre 2007 sulla rivista mensile V Jump della Shūeisha. I capitoli sono stati raccolti in cinque volumi tankōbon pubblicati dal 4 marzo 2005 al 4 aprile 2008.
Sebbene non venga spiegato esplicitamente il significato della "R" nel titolo, questa probabilmente significa "Reverse", "Revolution", "Rebirth" o "Retold" (capovolgimento, rivoluzione, rinascita o ri-raccontata).

### Anime

#### Yu-Gi-Oh!(serie 1998)

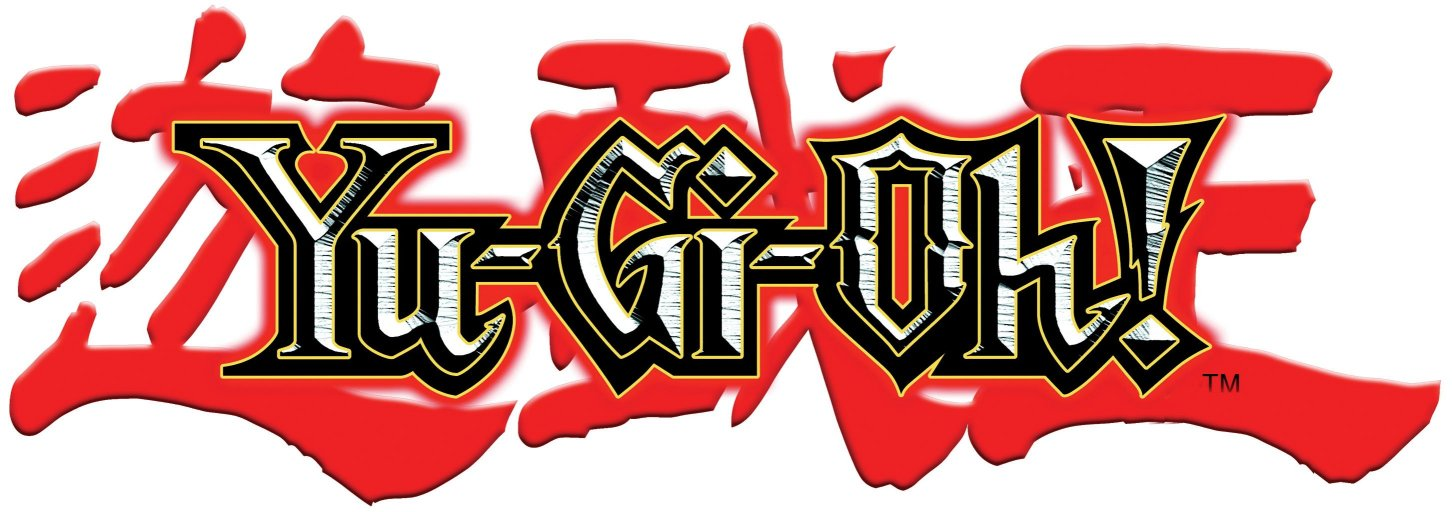
Il logo di Yu-Gi-Oh!

La prima serie è stata prodotta dalla Toei Animation, è durata 27 episodi ed è basata principalmente sui volumi 1-7 del manga e pertanto il gioco di carte Magic & Wizards (chiamato Duel Monsters nell'anime del 2000) è quasi del tutto assente. È stata trasmessa per la prima volta sulla TV Asahi dal 4 aprile al 10 ottobre 1998. Questa serie è inedita al di fuori del Giappone. La successiva serie Duel Monsters, è effettivamente un seguito, ma sarebbe più corretto definirlo sequel solo dei primi due episodi (eccetto i duelli contro Kaiba, Shadi e Bakura nel gioco di carte Duel Monsters, rifatti poi per la serie Duel Monsters), in quanto sono importanti e vengono citati solo quegli episodi nella serie Duel Monsters. Inoltre, c'è una protagonista, Miho Nosaka, che non solo nel manga ha un ruolo marginale, ma inoltre le carte non sono quasi mai utilizzate. Questo dunque, ritenuto un intralcio per la storia, venne corretto con la successiva resa di una semplice trasposizione animata non canonica dei capitoli del manga trattanti un gioco che non era il Duel Monsters (eccetto appunto i primi due episodi).
Sugoroku Mutō regala al nipote, Yugi Mutō, un puzzle d'oro massiccio, soprannominato "Yami no Puzzle" (Puzzle dell'oscurità) a causa dei poteri occulti che dovrebbe donare a chi riuscirà a ricomporlo. Il suo vero nome è Puzzle Millenario e quando Yugi, dopo ben otto anni, lo completa, libera la sua magia, e lo spirito che vi è rinchiuso. Yugi e quello che diventerà, praticamente, il suo alter ego, affronteranno molti nemici, e con uno strumento piuttosto insolito: i giochi.

#### Yu-Gi-Oh!(serie 2000)
La seconda serie, intitolata Yu-Gi-Oh! Duel Monsters (遊戯王デュエルモンスターズ?, Yūgiō Dyueru Monsutāzu) in patria, ma conosciuta in Italia semplicemente come Yu-Gi-Oh!, è stata prodotta dalla NAS, venne trasmessa per la prima volta su TV Tokyo il 18 aprile 2000 e successivamente tradotta in più lingue e trasmessa in vari Paesi. È basata principalmente sul manga originale a partire dal volume 8 in avanti. La serie consiste di 236 episodi, di cui l'ultimo è stato trasmesso per la prima volta in Giappone l'8 settembre 2004. Una versione rimasterizzata della serie, incentrata su duelli specifici, è andata in onda in Giappone dal 7 febbraio 2015 al 29 giugno 2019.
In Italia la serie animata è stata trasmessa sul canale Mediaset Italia 1 dal 1º settembre 2003 al 2 aprile 2006 (lasciando inedita la serie del 1998). In questo adattamento, basato su quello statunitense della 4Kids Productions Inc., sono stati cambiati i nomi della maggior parte dei personaggi, quindi Katsuya Jono-Uchi è diventato Joey Wheeler, Hiroto Honda è diventato Tristan Taylor e Anzu Mazaki è diventata Tea Gardner. Inoltre la serie ha subito diverse censure rispetto alla versione originale (sono state ad esempio cancellate le scritte in caratteri giapponesi, l'aspetto dei mostri durante i combattimenti è stato reso tridimensionale e alcuni dialoghi sono stati modificati o completamente eliminati). Tutte le modifiche dell'edizione italiana derivano da quella statunitense.

#### Yu-Gi-Oh! Grand Championship
Yu-Gi-Oh! Grand Championship (Yu-Gi-Oh! Capsule Monsters) è una miniserie spin-off di 12 episodi, prodotta e modificata da 4Kids Entertainment, andata in onda in Nord America dal 9 settembre al 25 novembre 2006. È ambientata prima della fine di Yu-Gi-Oh! del 2000, apparentemente tra gli episodi 198 e 199, e vede Yugi e i suoi amici che finiscono in un mondo pieno di veri mostri dei duelli che possono evocare usando delle capsule. Presenta diverse somiglianze con l'arco narrativo di Monster World, ma non ha nulla a che vedere con il primo gioco di Capsule Monster Chess presente nei primo volumi del manga originale. Attualmente è l'unico media di Yu-Gi-Oh! a non essere ancora uscito in Giappone, anche se sul sito web ufficiale dello studio Gallop la serie viene riportata con il titolo Yu-Gi-Oh! ALEX (遊戯王 ALEX?, Yugiō ALEX). Questa mini-saga è stata creata appositamente per pubblicizzare il lancio del videogioco Capsule Monster Colosseo (2004) per PlayStation 2.
In Italia la serie è stata trasmessa su Italia 1 dall'8 aprile al 14 maggio 2006 mantenendo il titolo della quinta stagione, Yu-Gi-Oh! Grand Championship.

### Romanzo
È stato realizzato un adattamento in formato romanzo, il quale è incentrato su alcune delle parti iniziali del manga e sull'arco narrativo di Death-T. Scritto da Katsuhiko Chiba (千葉 克彦?, Chiba Katsuhiko), è stato pubblicato in Giappone da Shūeisha il 3 settembre 1999 ed è suddiviso in quattro parti. La prima è una storia originale, che si verifica solo nel romanzo. Due settimane dopo la battaglia di Yugi con Kaiba al parco a tema Death-T, Yugi riceve una chiamata da Kaiba, che gli dice di incontrarsi per una partita all'ultimo piano della Kaiba Corporation. Yugi accetta e quando il gioco inizia, usa una variante speciale di Magic & Wizards chiamata "Bingo Rule" ("Regola del Bingo"), che impedisce l'uso di una carta specifica nel deck di ogni giocatore. Mokuba si imbatte in loro e dice a Yugi che Kaiba non si è ancora svegliato dal suo stato catatonico. In seguito si scopre che il Kaiba contro cui Yugi sta giocando è un "Cyber Kaiba", controllato dal computer della KaibaCorp, che utilizza i ricordi del vero Kaiba per portare a compimento i suoi scopi.

### Altri libri
Gekijō & TV Anime Yu-Gi-Oh! Super Complete Book (劇場&TVアニメ『遊☆戯☆王』スーパー・コンプリートブック?, Gekijō & TV Anime Yūgiō Sūpā Konpurīto Bukku) è stato pubblicato nel maggio 1999 dopo l'uscita del film Yu-Gi-Oh! prodotto da Toei. Il libro include informazioni riguardanti gli episodi e le immagini del primo anime e del relativo film, inoltre sono presenti anche alcune immagini del manga originale con una sezione che copre la realizzazione di alcuni mostri e interviste riguardanti il primo film. Presenta anche una versione anime comic del film, il quale è anche l'unico lavoro supplementare pubblicato per la versione anime della Toei.
Tra l'agosto 1999 e l'ottobre 2002 sono stati pubblicati cinque volumi denominati Yu-Gi-Oh! Official Card Game kōshiki Official Card Catalog The Valuable Book (遊☆戯☆王 オフィシャルカードゲーム 公式カードカタログ ザ・ヴァリュアブル・ブック?, Yūgiō Ofisharu Kādo Gēmu kōshiki Kādo Katarogu za Varyuaburu Bukku), i quali sono delle raccolte di vari cataloghi di carte.
Yu-Gi-Oh! Official Card Game Duel Monsters Official Rule Guide — Kōshiki Thousand Rule Bible (遊☆戯☆王オフィシャルカードゲームデュエルモンスターズ公式ルールガイドサウザンド・ルール・バイブル?, Yūgiō Ofisharu Kādo Gēmu Dyueru Monsutāzu kōshiki Rūru Gaido Sauzando Rūru Baiburu) è stato pubblicato nel dicembre 2000; è sia un regolamento che una guida strategica per le regole per principianti ed esperti. Sono talvolta presenti delle domande e le relative risposte riguardo a determinate carte e inoltre il libro presenta una carta speciale.
Yu-Gi-Oh! Character Guidebook: Shinri no fukuin (遊☆戯☆王キャラクターズガイドブック―真理の福音―?, Yūgiō Kyarakutāzu Gaido Bukku Shinri no fukuin) è una guida scritta da Kazuki Takahashi relativa ai personaggi presenti nell'universo del manga originale. È stato pubblicato in Giappone il 1º novembre 2002 da Shūeisha sotto l'etichetta Jump Comics. Il libro contiene i profili dei personaggi, comprendendo informazioni che non sono mai state divulgate altrove, tra cui date di nascita, altezza, peso, gruppo sanguigno, cibo preferito e meno preferito. Presenta anche una pletora di informazioni tratte dalla storia, tra cui un elenco dei nomi per i vari giochi, i giochi delle ombre e i giochi di penalità usati dai possessori degli oggetti del Millennio.
Un artbook intitolato Duel Art (デュエルアート?, Dyueru Āto) è stato illustrato da Kazuki Takahashi. L'artbook è stato pubblicato il 16 dicembre 2011 sotto l'etichetta Studio Dice e presenta una serie di illustrazioni per le versioni bunkoban del manga, una raccolta di illustrazioni a colori sempre tratte dal manga e nuovi disegni realizzati per l'occasione. Contiene anche le immagini di Takahashi utilizzate per le carte per festeggiare l'anniversario, le immagini che ha pubblicato sul sito web e una serie di altre illustrazioni originali.
Yu-Gi-Oh! 10th Anniversary Animation Book (遊☆戯☆王 テンス アニバーサリー アニメーション ブック?, Yūgiō! Tensu Anivāsarī Animēshon Bukku) è un libro pubblicato per celebrare il decimo anniversario dell'anime prodotto da NAS, pubblicato il 21 gennaio 2010. Il libro presenta scene del film crossover, Gekijōban Yu-Gi-Oh! - Chōyūgō! Jikū o koeta kizuna, una rapida rassegna delle prime tre serie animate (Duel Monsters, GX e 5D's), profili dei personaggi, duelli disputati e interviste allo staff del film. Con il libro è incluso un poster pieghevole a doppia faccia.

### Gioco di carte collezionabili
Yu-Gi-Oh! è un gioco di carte collezionabili giapponese sviluppato e pubblicato da Konami. Basato sul concetto di Duel Monsters del manga originale, il gioco vede i giocatori usare una combinazione di mostri, magie e trappole per sconfiggere il loro avversario. Lanciato per la prima volta in Giappone nel 1999, il gioco ha ricevuto vari cambiamenti nel corso degli anni, come l'inclusione di nuovi tipi di mostri in concomitanza con l'uscita di nuove serie anime. Nel 2011, il Guinness dei primati lo ha definito il gioco di carte collezionabili più venduto nella storia, con 25,2 miliardi di carte vendute in tutto il mondo. A gennaio 2021, si stima che il gioco abbia venduto circa 35 miliardi di carte in tutto il mondo e abbia incassato oltre 1 trilione di yen.

### Videogiochi
Esistono diversi videogiochi basati sul franchise di Yu-Gi-Oh! pubblicati da Konami, la maggior parte dei quali sono basati sul gioco di carte collezionabili e alcuni basati su altri giochi apparsi nel manga. Oltre ai vari titoli pubblicati per console e sistemi portali, sono stati resi disponibili anche dei cabinati arcade noti come Duel Terminals che sono compatibili con alcune carte nel gioco di carte collezionabili. Al di fuori dei titoli di Konami, Yugi appare come un personaggio giocabile nei picchiaduro crossover Jump Super Stars (2005), Jump Ultimate Stars (2006) e Jump Force (2019).

## Accoglienza
Il manga ha venduto 40 milioni di copie. Nel dicembre 2002, Shōnen Jump ha ricevuto il premio ICv2 come "Prodotto fumettistico dell'anno" grazie ai suoi numeri di vendita senza precedenti e al suo collegamento di successo tra il fumetto, la trasposizione televisiva animata e il gioco di carte collezionabili; il quale fu ritenuto uno dei migliori giochi di CCG dell'anno. Nell'agosto 2008, TV Tokyo ha riferito che oltre 18 miliardi di carte di Yu-Gi-Oh! erano state vendute in tutto il mondo. Nel 2011 aveva venduto 25,2 miliardi di carte in tutto il mondo.
John Jakala di Anime News Network ha recensito il manga di Yu-Gi-Oh! nel 2003 come parte della recensione della rivista statunitense Shonen Jump. Jakala ha affermato che mentre la pubblicità della seconda serie anime ha fatto apparire l'anime "davvero poco interessante", il fumetto "è inaspettatamente cupo e lunatico". Jakala ha aggiunto che in un momento la serie "mi ha ricordato le opere di Neil Gaiman: Yugi si ritrova trascinato in un mondo magico di forze antiche in cui ci sono regole precise a cui è necessario obbedire". Jakala ha concluso che il fatto che la serie utilizzi i giochi come espedienti per la trama "apre molte possibilità per la storia" e che temeva che la serie avesse il potenziale per "trasformarsi semplicemente in un collegamento per il popolare gioco di carte".
Jason Thompson, l'editore della versione inglese del manga, ha classificato Yu-Gi-Oh! al terzo posto tra le sue cinque serie personali preferite da modificare, affermando che pensa "la storia è in realtà piuttosto solida per un manga shonen" e che "si può dire che è stata scritta da un uomo più anziano a causa dell'ossessione per la morte, e cosa potrebbe venire dopo la morte, che domina l'arco narrativo finale", godendo di tutta la terminologia dei giochi di ruolo e dei giochi di carte che si trova all'interno della serie. Un redattore di Everyeye.it lo trovò un manga piacevole, pieno di colpi di scena e sfide fantastiche; lo consigliò a chi interessavano particolarmente i giochi di ruolo, quelli di carte o i videogiochi.
Nicola Giuseppe Gargiulo di MangaForever trattò il primo volume della Complete Edition e affermò che le basi su cui si reggeva la storia erano davvero solide e sfaccettate, dato che spesso presentava citazioni storiche e numerosi giochi di strategia, che rendevano la scrittura pregiata, scorrevole, piacevole ed intrigante, portando al pubblico anche argomenti nuovi. Il tutto era sostenuto da una bellissima impostazione delle tavole che riusciva a mettere in risalto sia le situazioni più comiche e divertenti che quelle più serie e disturbanti, regalando uno stile unico e una spettacolare figura per il pubblico di lettori. Roberto Fuccini di Akiba Gamers scrisse a sua volta un articolo riguardante il primo volume della Complete Edition e ritenne che l'inizio poteva spiazzare gli spettatori dell'anime e i fan del TCG, che si sarebbero ritrovati tra le mani una storia inizialmente dura e a tratti violenta.
Nel momento in cui la serie manga iniziò a guadagnare maggiore popolarità tra i bambini giapponesi con la seconda serie anime, videogiochi e il gioco di carte collezionabili, a causa delle sue "trame cupe, ragazze con le gambe lunghe e mostri terrificanti", la serie non era popolare tra i genitori giapponesi, poiché era maggiormente destinato agli adolescenti rispetto ai bambini piccoli che costituiscono il pubblico di franchise come Pokémon.
Yu-Gi-Oh! è stato utilizzato da Bandai come parte della loro linea di giocattoli Candy Toy.